# Joža Vombergar
Joža Vombergar, slovenski dramatik, prevajalec, * 16. februar 1902, Pšenična Polica pri Cerkljah na Gorenjskem, † 20. oktober 1980, Buenos Aires.

## Življenje
Rodil se je v družini bajtarjev Jerneja Vombergarja in Marijane Cankar. Osnovno šolo je obiskoval v Cerkljah in v Kamniku. V letih 1915–1923 je v Šentvidu pri Ljubljani obiskoval klasično gimnazijo. Po maturi se je vpisal na ljubljansko univerzo in diplomiral iz prava. Na Ptuju se je za poldrugo leto zaposlil kot prefekt v dijaškem domu. Sledila je selitev v Ljubljano, kjer se je preživljal z inštruiranjem in prevajanjem za časopise, kasneje pa je bil programski koreferent na radiu, korektor pri Slovenskem domu in tiskovni predstavnik na ljubljanskem magistratu. Zaradi svojega izrazito protikomunističnega stališča je leta 1945 je pobegnil na Koroško, nato pa prek Italije emigriral v Argentino. V Buenos Airesu se je zaposlil na železnici, kjer je bil delavec in uradnik do upokojitve leta 1968.

## Delo
V gimnazijskih letih je pisal za dijaška rokopisna glasila Jutranja zarja in Domače vaje. Hkrati je igral in režiral na šoli ter na prosvetnem odru v Cerkljah. Med študijem je bil član katoliškega društva Borba in Akademske zveze.
Bil je med ustanovitelji založbe Drama, sourejal je revijo Drama (Mesečna revija za ljudske igravce) in objavljal prispevke o igranju in o ljudskih odrih. O gledališki dejavnosti je objavljal tudi v Našem valu in Slovencu. Bil je sourednik zbornika Na bregovih Bistrice.
V Argentini je bil dejaven član Slovenske kulturne akcije; pri gledališkem odseku je sodeloval kot pisec in kot igralec. Obenem je pisal tudi humoreske in jih objavljal v Zborniku Svobodne Slovenije.

### Dramatika
Vombergar je predstavnik t. i. novejše ljudske igre in eden najboljših dramatikov slovenske izseljenske književnosti. Njegove ljudske igre so izvajala predvsem amaterska gledališka društva, vključena v Prosvetno zvezo. Nekatere so prišle tudi na odre poklicnih gledališč, po vojni pa so jih igrale tudi zdomske gledališke skupine. Dogajajo se na gričevnatem in ravninskem svetu pod Kamniškimi planinami.
V njegovih komedijah prevladujeta situacijska in značajska komika. Uveljavil se je s komedijama Voda (1932) in Zlato tele (1934, uprizorjena 1935) ter z božično igro Vrnitev (1932), ki je avtorjevo najpogosteje igrano delo. Kmečka komedija Voda je bila prvič uprizorjena v SNG Ljubljana leta 1932 in je bila prevedena v slovaški, nemški in hrvaški jezik. Komedija Zlato tele smeši človeške in družbene napake: pohlep, srčno otopelost. Osnovna misel dela ("le delo vodi k sreči") je z obilico komičnih vložkov potisnjena vstran in vse vodi k satiri na trško družbo. Napisal je tudi tragedije Konkurz, Igra življenja in Krik krvi.
V Argentini je napisal drame Tabor brezpravnih (1947), Napad (1949), Razval (1980), satirično komedijo Martin Krpan (1963), s katero je tudi doživel svoj največji uspeh. Napad in Razval sta drami z vojno tematiko; slednja prehaja v misterij in alegorijo. Opraviti imamo z dramatizirano tezo, da je za poraz domobranstva kriva britanska izdaja. Martin Krpan je Vombergarjeva najdaljša celovečerna povojna drama. Motiv vojne je skril v pripovedko o starih časih. Brdavsov napad je napad tujca na slovenstvo in premaga ga lahko le Krpan, ki ni posameznik, ampak simbolizira ljudstvo.
Vombergar je v Argentini napisal še dvodejanko Dva brata in Božji klic, enodejanko Materino srce in otroško dvodejanko Mavrica. Vse njegove drame so bile večinoma tudi uprizorjene, predvsem v Argentini.

#### Radijska dela
Spada med prve slovenske pisce radijskih iger. Njegova dela je izvajal Radio Ljubljana. Pisal je z dobrim poznavanjem radijskega medija in s pisateljsko spretnostjo ter lahkotnostjo. Dramatiziral je Collodijevega Ostržka (Storžek in njegovo burkasto življenje, izvajan 1935–1936), njegovo najuspešnejše delo pa je cikel šestnajstih komedij Vesele in žalostne iz življenja Jake Smodlake in njegovih, ki je bil izvajan v letih 1935–1941 (cikel je bil pripravljen za tisk in prevod v nemščino, vendar je izid preprečil začetek vojne). Polne so ljudskih motivov (Sveti trije kralji, izvajana 1. januarja 1935; Zakleta Veronika, izvajana 1935). Na radiu se je uveljavil tudi kot pisec prizorov za »domačijske in vesele večere« (Le predi, dekle, predi, 1935; Velikonočni običaji, 1935; Naš uljnjak, 1939, Pod drobnogledom, 1945). Dve njegovi radijski enodejanki (Čudo kresne noči in Sveta brata Ciril in Metod) sta leta 1937 izšli v zborniku Ob kresu.(COBISS)

### Seznam ostalih dram
- Pod Lutrovim jarmom (okrog 1920)
- V novi dobi (1920)
- Čudni snubci (med 1920 in 1930)
- Goreča ljubezen (Pogorelec) (med 1920 in 1930)
- Smola (med 1920 in 1930)
- Ubogi častihlepnež (med 1920 in 1930)
- Pozdravljen, ljubljanski škof! (1949)

## Objavljena dela

### Dramatika
- Dve drami slovenskim odrom, (1932) (COBISS)
- Voda (1932 (COBISS), 1935 (COBISS), 1973 (COBISS))
- Vrnitev (1932) (COBISS)
- Zlato tele (1934) (COBISS)
- Martin Krpan (1966) (COBISS)

### Prevod
- Ferdinande Freiin von Brackel: Cirkuški otrok (1929) (COBISS)